# Robert Osserman
Robert Osserman (Nova Iorque, 19 de dezembro de 1926 — Berkeley (Califórnia), 30 de novembro de 2011) foi um matemático estadunidense, conhecido por seu trabalho em geometria diferencial e seus livros didáticos.

## Obras
- Geometrie des Universums. Vieweg 1997, englisches Original: Poetry of the Universe- a mathematical exploration of the cosmos. Anchor Books/Doubleday, New York 1996 (in zahlreiche Sprachen übersetzt)
- A survey of minimal surfaces. 2. Auflage, Dover 1986
- Curvature in the Eighties. American Mathematical Monthly, Bd.97, 1990, S.731
- Osserman: Mathematics of the Heavens. Notices AMS 2005, pdf-Datei
- Osserman: From Schwarz to Pick to Ahlfors and Beyond. Notices AMS 1999, pdf-Datei
- Osserman: The isoperimetric inequality. BAMS, 1978
- The four or more vertex theorem. American Mathematical Monthly, Bd.93, 1985, S.332
- Two-Dimensional Calculus[2][3] (Harcourt, Brace & World, 1968; Krieger, 1977; Dover Publications, Inc, 2011) ISBN 978-0155924109 ; ISBN 978-0882754734 ; ISBN 978-0486481630